# Julio Alva Centurión
Julio Antonio Alva Centurión (Trujillo, 1936) es un ingeniero y político peruano. Fue Presidente Regional de Tacna entre 2003 y 2006.
Nació en Trujillo, Perú, el 13 de noviembre de 1936, hijo de Armando Alva Saldaña y Carmen Centurión Vallejo. Cursó sus estudios primarios y secundarios en su ciudad natal culminándolos en el Colegio Nacional San Juan de Trujillo. Entre 1954 y 1960 viajó a Lima para cursar estudios superiores de ingeniería civil en la Universidad Nacional de Ingeniería. Desde 1961 reside en la ciudad de Tacna siendo miembro del Partido Aprista Peruano.
Su primera participación política se dio en las elecciones municipales de 1966 en las que fue elegido como regidor de la provincia de Tacna por la Coalición APRA-UNO. En las elecciones generales de 1980 postuló a una diputación en el Congreso por el APRA por el departamento de Tacna sin éxito. Por el mismo partido, en las elecciones generales de 1985 tentó una senaduría sin éxito. Participó luego en las elecciones regionales del 2002 como candidato a la presidencia del Gobierno Regional de Tacna por el mismo partido logrando ser elegido como el primer presidente de esa región. En las elecciones generales de 2011 tentó nuevamente sin éxito su elección en como congresista por Tacna. Asimismo, en las elecciones regionales del 2014 tentó su reelección como presidente regional de Tacna quedando en decimotercera posición con sólo el 3.91% de los votos.
Desde el año 1966 constituyó la empresa J. Alva Centurión Contratistas S.A. En el año 2020 esta empresa fue incluía por el Ministerio Público dentro del denominado "Club de la construcción", cartel de constructoras peruanas y brasileñas que se repartieron adjudicaciones de obras públicas en el Perú.